# 1,3,2,4-ジチアジホスフェタン 2,4-ジスルフィド
1,3,2,4-ジチアジホスフェタン 2,4-ジスルフィド (1,3,2,4-dithiadiphosphetane 2,4-disulfide) は P2S2 環を含む4員環化合物の1つであり、この構造を持つ化合物の多くはジチオジホスフィンイリドの発生源となる。最も良く知られている例はローソン試薬である。多くの誘導体が合成されており、無機化学者たちは Fc2P2S4 （Fc はフェロセニル基を示す）を出発物質や研究対象として用いる。フェロセニル基は赤色に着色しているためカラムクロマトグラフィーで精製しやすいこと、電気化学的性質の検討を行うことができるなどの利点から導入されている。

## 合成法・誘導体

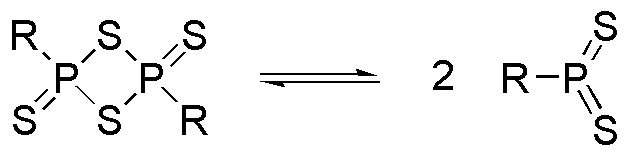
1,3,2,4-ジチアジホスフェタン 2,4-ジスルフィドとジチオホスフィンイリドの平衡

合成法はいくつか存在するが、芳香族化合物と硫化リン (P4S10) の求電子置換反応を用いるのが最も一般的である。他に、チオールと P4S10 を用いるデービー試薬の例が挙げられる。デービー試薬はローソン試薬の p-メトキシフェニル基をチオール基で置き換えたもので、ローソン試薬よりも溶解性が高いが、悪臭を持つチオールを原料とするため使用が避けられる傾向がある。特許および学術雑誌などの文献には溶解性を高めた 1,3,2,4-ジチアジホスフェタン 2,4-ジスルフィド化合物の例が見られ、それらはブトキシベンゼンや 2-tert-ブチルアニソールなど、アニソール以外の芳香族エーテルと P4S10 の反応によって合成されている。
重要な誘導体としてナフタレン-1,8-ジイル-1,3,2,4-ジチアホスフェタン-2,4-ジスルフィドがある。2つのジチオジホスフェタンイリドが強固なナフタレン骨格によって固定化されているため、特異な反応性を示す。

## 反応・性質

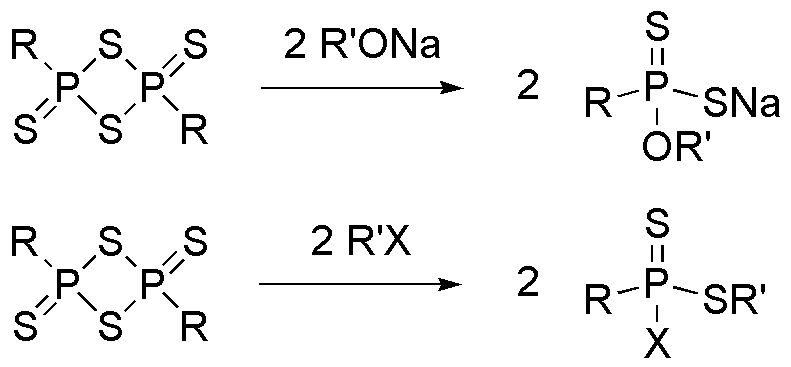
1,3,2,4-ジチアジホスフェタン 2,4-ジスルフィドと求核剤・求電子剤との反応

ジチオホスフィンイリドは通常リン原子にアルコキシド、フェノラート、アルコール、フェノールなどの求核剤による攻撃を受け、リン−酸素結合を含む化合物を与える。この反応は金属への配位子や殺虫剤などの合成に使われる。
1,3,2,4-ジチアジホスフェタン 2,4-ジスルフィドと求電子剤の反応はあまり一般的でないが、ハロゲン化アルキルとの反応により、硫黄−炭素結合とリン−ハロゲン結合を持つ化合物が得られる。それらのうちいくつかは昆虫に対してアセチルコリンエステラーゼ阻害剤として作用するが、より高い効果を得るためにはハロゲンをより加水分解されにくい脱離基と置換する必要がある。例えば p-ニトロフェノラートと反応させ、パラチオンに類似した化合物が作られている。
ドイツの特許に、1,3,2,4-ジチアジホスフェタン 2,4-ジスルフィドとジアルキルシアナミドの反応による P−N=C−N=C−S− 6員環を含む構造の植物保護剤の製造がある。Fc2P2S4 およびローソン試薬とジメチルシアナミドの反応は、実際には上記の化合物のみでなく、いくつかの含リン化合物の混合物を与えることが示されている。反応混合物中のジメチルシアナミドの濃度により、他種の6員環化合物 (P−N=C−S−C=N−) または非環式化合物 (FcP(S)(NR2)(NCS)) のいずれかが主生成物として得られる。加えて、痕跡量の副生物も生成する。6員環化合物 (P−N=C−S−C=N−) が植物保護剤として働く可能性は低く、むしろ FcP(S)(NR2)(NCS) が昆虫に対する神経毒として作用していると考えられている。これらの化合物のようにリン上に硫黄原子を持つ化合物は、サリン、VXガス、ピロホスホン酸テトラエチルなどのようにリン上に酸素を持つものと比べ毒性がかなり低いことに注意する必要がある。昆虫に対して有効なのは以下の理由による。P=S 化合物は哺乳類、昆虫類のどちらについてもアセチルコリンエステラーゼ阻害剤としての活性が低いが、哺乳類の代謝過程はリン原子から脂溶性の側鎖を取り除く傾向を持つのに対し、昆虫類では酸化を行って硫黄を酸素に置き換え、アセチルコリンエステラーゼ阻害剤活性の高い化合物に変換する。
ジチオホスフィンイリドは高い歪みを持つアルケンと反応する。例えばノルボルナジエンは Fc2P2S4 と反応して PSC2 環を持つ化合物を与える。炭素、窒素、酸素など周期表で1列目の軽元素のみからなるものに比べ、硫黄やセレンなどの重元素を含む小員環は開環に対し安定である。ゆえに、PSC2 環はジオキセタンなどよりはるかに安定である。
セレン類縁体も合成されており、ウーリンス試薬 (Woollins reagent, WR, Ph2P2Se4) が有名な例である。(PhP)5 と金属セレンから合成され、溶解性は非常に低いが、デレク・ウーリンス (Derek Woollins) らの研究グループによってこの化合物を用いたいくつかの反応例が報告されている。例えば ウーリンス試薬とジアルキルシアナミドの反応は 2環性の PC2N2Se3 骨格を与えることが見出されている。